# شهرستان برگن (نیوجرسی)
شهرستان برگن، نیوجرسی (به انگلیسی: Bergen County, New Jersey) یک سکونتگاه مسکونی در ایالات متحده آمریکا است که در نیوجرسی واقع شده‌است.

## خصوصیات
شهرستان برگن ۶۳۸٫۸۷۵ کیلومترمربع مساحت دارد.